# Вересневий номер
Вересневий номер (англ. The September Issue) — документальний фільм про  Анну Вінтур, легендарну редакторку журналу мод Vogue. У ньому розкриті секрети закулісного світу  моди, зроблено акцент на процесі підготовки вересневого номера Vogue в 2007 році, який став найтовщим глянцевим журналом: понад 600 сторінок і близько 2 кг. Детально висвітлено основні стадії підготовки журналу до випуску: вибір рубрик, модних трендів та аксесуарів, зйомки фотоматеріалу, фото сесія для обкладинки, відбір фінального матеріалу. Також у фільмі присутні фрагменти нарад  Анни Вінтур з інвесторами  Condé Nast Publications. Фільм був представлений в 2009 році. Режисером стрічки Р.Дж. Катлер, у фільмі знімалися: Анна Вінтур, Оскар де ла Рента, Патрік Демаршельє, Джон Гальяно, Жан-Поль Готьє та інші.

## Сюжет
В сюжеті фільму використаний матеріал про процес підготовки до друку номера Vogue. Для сюжетної лінії було використано елементи протистояння між Анною Вінтур і її правою рукою, креативним директором і стилістом Грейс Коддінгтон. Це єдина людина в команді Vogue, який безперервно сперечається з Анною Вінтур, але все ж вона визнає талант Анни стосовно уловлювання нових тенденцій світу моди, а Анна, в свою чергу, захоплюється професіоналізмом Грейс. Вони прийшли на роботу в Vogue в один день, можливо, це зближує їх і одночасно змушує тримати одна одну в напрузі. Вінтур виступає в картині в різних іпостасях: найвпливовішою персоною в світі моди, критиком зовнішнього вигляду і стану волосся вересневої дівчини з обкладинки  Сієнни Міллер, турботливою мамою, покровителем молодих талантів у фешн-індустрії.

## У ролях
- Анна Вінтур
- Грейс Коддінгтон
- Сієнна Міллер
- Маріо Тестіно
- Патрік Демаршельє
- Оскар де ла Рента
- Джон Гальяно
- Жан-Поль Готьє
- Такун Панічгул
- Стефано Пілаті